# Cratogeomys merriami
Cratogeomys merriami és una espècie de mamífer rosegador de la família dels geòmids. És endèmica del centre de Mèxic, on viu a altituds d'entre 1.800 i 4.000 msnm. El seu hàbitat natural són els herbassars i les pinedes i rouredes temperades, tot i que també se'l troba a camps de conreu i terres de pasturatge. Es creu que no hi ha cap amenaça significativa per a la supervivència d'aquesta espècie, malgrat que parts del seu entorn s'estan convertint per a usos residencials o agrícoles.
L'espècie va ser anomenada en honor del naturalista Clinton Hart Merriam. Estudis del 2005 van revelar l'espècie originalment descrita el 1893 per Merriam estava formada en realitat per diverses espècies.

## Morfologia
Es tracta d'una espècie relativament gran de geòmid. En en estudi de 91 espècimens fet a l'estat de Morelos la longitud total mitjana (inclosa la cua) era de 34,6 centímetres en el cas de les femelles i de 36 centímetres en el dels mascles. El pes mitjà de les femelles va ser de 676 grams i de 757 en els mascles. L'individu més gran tenia una llargada de cap a gropa de 29,5 cm i una longitud de la cua de 9,5 cm. El seu pelatge és curt i suau en general, i té un color molt variable. Varia de color castany fins a negre pissarra a l'esquena. A la part inferior és de color similar, encara que d'una tonalitat més clara. Té una taca fosca al voltant de les orelles. A diferència d'altres espècies amb les que està estretament relacionada, aquesta espècie no presenta cap taca brillant a la base de la cua. La cua està escassament coberta de pèl. Les potes del darrere fan 4,1 cm, i la seva urpa més llarga mesura 1,5 cm.
El crani amida 6,4 cm de llarg i 4,8 cm d'ample a l'arc zigomàtic. En general, es caracteritza per una construcció ampla i forta. Els arcs arquejats són molt amplis a la part davantera, encara que una mica cecs a la part posterior. Respecte a les espècies amb les que està estretament relacionada, es pot distingir per una porció inferior en forma de falca de l'os occipital, que és relativament més ample. A més, el procés zigomàtic del seu os temporal en el punt de contacte amb l'extensió de l'os zigomàtic és molt gruixut (més de 2,5 mm). Les dents incisives són molt llargues i sòlides, així com més gruixudes que amples.

## Distribució i hàbitat

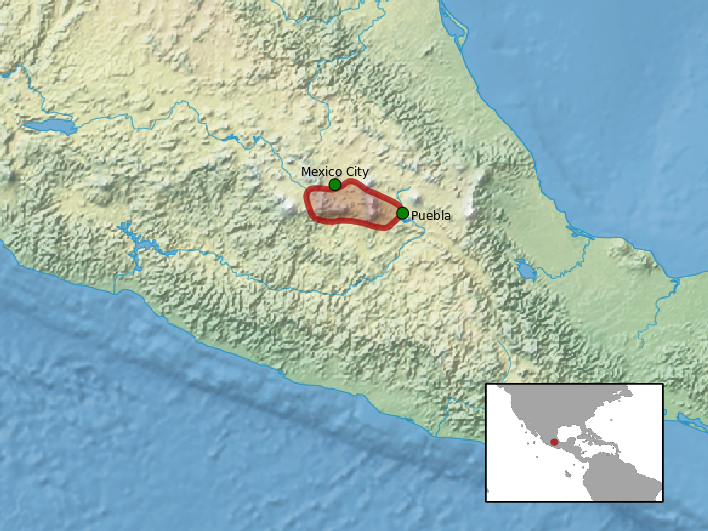
Àrea de distribució

Aquesta espècie viu a la part sud de la Vall de Mèxic i regions adjacents, com ara la Sierra de Las Cruces i la Sierra de Ajusco, al voltant dels volcans bessons Popocatépetl i Iztaccíhuatl, així des del riu Lerma a la Vall de Toluca cap a l'est fins a l'oest de Puebla. De total la seva l'àrea de distribució, la superfície poblada ocupa menys de 20.000 quilòmetres quadrats. El seu hàbitat preferit són les prades i els boscos formats per pins i roures de climes temperats, encara que també viu en terrenys agrícoles, a una alçada entre 1800 i 4000 metres.

## Comportament
Es tracta d'una espècie solitària que realitza les seves activitats amb una freqüència variable durant l'any. Són animals molt actius, principalment durant els mesos de desembre i gener, amb la menor activitat registrada al mes de maig. Excaven caus subterranis amb entrades que tenen un diàmetre d'entre 25 i 45 cm. A causa de les seves activitats de cava a les granges i als prats, sovint es considerada una "plaga", ja que contribueix a l'erosió del sòl i influeix en la composició de la vegetació. No obstant això, la descompressió de la terra té un efecte positiu, especialment en sòls sòlids. En general, la seva influència negativa està sobreestimada. La invasió de les terres agrícoles s'inicia a partir de zones forestals no pertorbades. Durant un estudi de nou mesos entre 1993 i 1994, els animals van influir sobre un 6,7% d'un pastura de 1,3 hectàrees, amb una disminució de la seva activitat amb l'augment de la vegetació i durant l'època de pluges.
La reproducció té lloc durant tot l'any, amb una major taxa de natalitat durant l'estació seca, entre l'octubre i el març. Això té com a conseqüència que, després de l'augment de les precipitacions durant la temporada de pluges, la coberta vegetal és més densa i, per tant, l'aliment és suficient per a la cria, i els caus estan menys amenaçats per les inundacions. En una ventrada, les femelles donen a llum una mitjana de tres cries.
Entre els paràsits externs d'aquesta espècie es troben els polls del gènere Geomydoecus.

## Taxonomia
El gènere Cratogeomys comprèn, a més d'aquesta, aproximadament mitja dotzena d'espècies morfològicament i genèticament dividides en dos grups d'espècies. El grup fumosus, que conté C. fumosus i C. planiceps (originalment anomenat grup gymnurus), i el grup castanops, que inclou C. castanops, C. goldmani, C. fulvescens i C. perotensis, a més de C. merriami. La divisió en dos grups d'espècies es deu a R. J. Russell, que va separar el grup gymnurus del grup de castanops el 1968, el primer amb cinc espècies, i el segon amb dues. No obstant això, els estudis genètics publicats per Mark S. Hafner i altres investigadors el 2004 van mostrar que només es podien identificar dues espècies dins del grup gymnurus. Atès que l'espècie tipus C. gymnurus no es podia mantenir com una espècie independent, el complex d'espècies va ser renomenat fumosus. En un estudi genètic del grup castanops, publicat pel mateix grup d'experts l'any següent, es va arribar a la conclusió que la C. merriami contenia dues espècies críptiques, designades com C. fulvescens i C. perotensis. Morfològicament, els dos grups d'espècies es van distingir per la construcció del procés mastoide, que és gran en el grup fumosus, i més aviat petit en el grup de castanops.
La primera descripció científica de C. merriami va ser presentada per Oldfield Thomas el 1893 sota el nom de Geomys merriami, amb la qual va presentar el tipus de Geomys. Per a la descripció, Thomas tenia un espècimen disponible, que segons la seva informació era del sud de Mèxic. Amb el nom merriami, va voler honorar al zoòleg nord-americà Clinton Hart Merriam. El mateix Merriam, dos anys més tard, va establir el gènere Cratogeomys, i va establir l'hàbitat de les seves espècies al sud de la vall de Mèxic. Les espècies d'aquest gènere foren traslladades per Russell al gènere Pappogeomys el 1968, en una revisió dels geòmids. Tanmateix, el 1982 es va reconèixer que aquestes espècies pertanyien al gènere Cratogeomys. Alguns científics van seguir incloent-les dins Pappogeomys fins a la dècada de 1990.

## Estat de conservació
Aquesta espècie no té amenaces importants conegudes. Encara que la distribució de terres agrícoles és fruit de la seva propagació en algunes zones de la seva àrea de distribució, l'espècie és molt adaptable. Tot i la circulació limitada, la UICN classifica aquesta espècie com en risc mínim. La seva distribució es solapa amb àrees protegides.